# Tipulodina brevigladia
Tipulodina brevigladia är en tvåvingeart som först beskrevs av Alexander 1968.  Tipulodina brevigladia ingår i släktet Tipulodina och familjen storharkrankar.
Artens utbredningsområde är Thailand. Inga underarter finns listade i Catalogue of Life.